# دهه ۱۲۹۰ (میلادی)
دهه ۱۲۹۰ (میلادی) صد و بیست و نهمین دهه تقویم میلادی است.

## درگذشتگان
‎